# Buławik szorstki
Buławik szorstki (Coryphaenoides acrolepis) – gatunek ryby dorszokształtnej z rodziny buławikowatych (Macrouridae), żyjącej w wodach północnego Oceanu Spokojnego na głębokości 300–3700 m. Długość ciała dochodzi do 87 cm, masa do 10 kg, oczy są duże, podobnie jak u wielu innych ryb głębinowych. Głowa również jest bardzo duża. Ciało zwężające się ku tyłowi, zakończone długim, biczowatym ogonem.